# Richmond Barthé
James Richmond Barthé, né à Bay St. Louis (Mississippi) le 28 janvier 1901 et mort le 5 mars 1989 à Pasadena en Californie est un sculpteur américain et une figure majeure du mouvement culturel afro-américain dit Renaissance de Harlem.

## Biographie

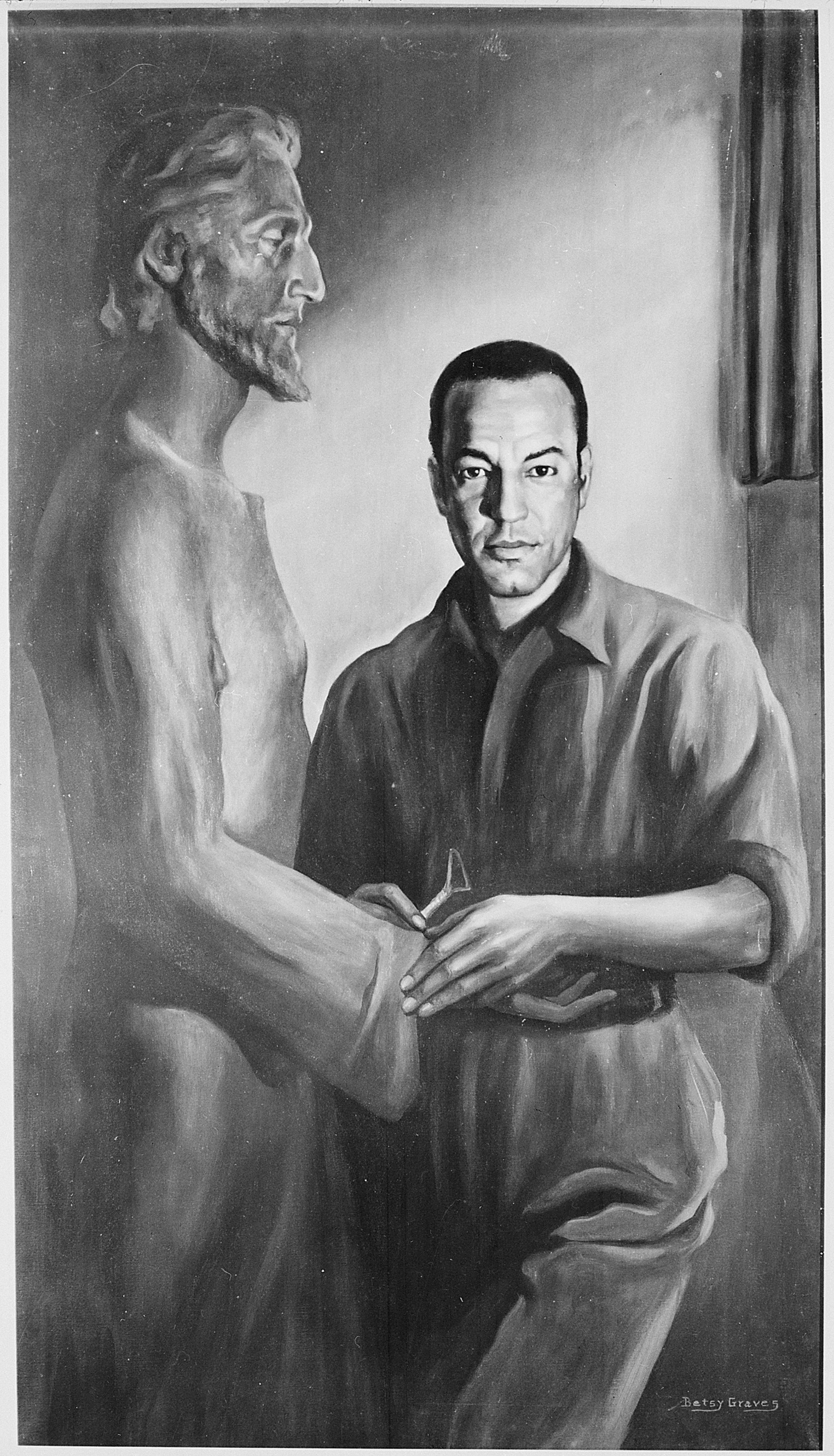

### Jeunesse et formation
Richmond Barthé est né à Bay St. Louis est le fils de Richmond Barthe, Sr. et de Marie Clementine (Robateau) Barthe. Il perd son père alors qu'il n'a que quelques mois. Il passe ensuite son enfance avec sa mère à La Nouvelle-Orléans. Pendant son école primaire, à la St. Rose de Lima Parochial School, ses instituteurs remarquent ses aptitudes pour le dessin et la peinture, tout comme le curé de sa paroisse et ses professeurs lors de ses études secondaires à la Valena Jones High School, mais les lois ségrégatives lui barrent la route à l'accès à un enseignement académique. À 14 ans, il est employé comme domestique chez les Pond, une famille « blanche », des amis de cette famille notent la qualité de ses oeuvres notamment un certain Lyle Saxon, ce dernier avec d'autres WASP font pression sur les écoles d'art de la Louisiane, mais en vain, finalement ils trouveront une solution, ils réussissent à le faire admettre, en 1924, à l'Art Institute of Chicago. Il y reste jusqu'en 1928, en plus du dessin, il y étudie la sculpture en dernière année

### Carrière artistique
Ses œuvres attirèrent l'attention de  Charles Maceo Thompson, un mécène pour les jeunes artistes afro-américains. Il exposa deux bustes à l'exposition annuelle de la Chicago Art League en 1928. L'année suivante, il s'installa à New York et ouvrit son premier atelier dans le quartier de Harlem et gagna progressivement une certaine notoriété. En 1946, Barthé devint membre de la National Sculpture Society. Avec la crise sociale qui s'installa à Harlem après la Seconde Guerre mondiale, il décida d'aller en Jamaïque, puis en Europe et enfin en Californie. Sans un sou, c'est l'acteur James Garner, qui va le prendre en charge financièrement et qui lui trouve un appartement à Pasadena.
Ses œuvres les plus connues sont une statue de Toussaint Louverture à Port-au-Prince et une sculpture de Rose McClendon.

### Vie privée
Richmond Barthé eut de nombreux amants aussi bien dans la communauté noire que blanche, plusieurs de ses sculptures sont marquées par son homo-érotisme,.
Le 5 mars 1989, il décède dans son appartement de Pasadena.

## Œuvres
- Head of a Negro, bronze, 1924-1928, (Allen Memorial Art Museum)
- Féral Benga (Benga: Dance Figure), bronze, 1932, (musée des beaux-arts de Houston)
- Male Torso, 1932, bronze (American Art from the Howard University Collection)
- Blackberry Woman, 1932 bronze (the Smithsonian American Art Museum)
- Stevedore, 1937 bronze (The Lauren Rogers Museum of Art)
- Man with a Cog, (sculpture) 1937 (quartier Harlem River Houses, New York)
- Boxer, bronze, 1942, (Institut d'art de Chicago)
- Katharine Cornell, 1943 (sculpture) (Smithsonian Institution, National Portrait Gallery, Washington)
- Booker Taliaferro Washington, 1946 (sculpture) (Smithsonian Institution)
- Inner Music, 1946, (LACMA, musée d'art du comté de Los Angeles)
- John the Baptist, (sculpture) (Phillips Collection, Washington)
- The Singing Slave, 1940 (sculpture) (New York Public Library, Schomburg Center for Research in Black Culture, New York)
- Birth of Spirituals, 1941, (San Antonio Museum of Art, San Antonio, Texas)
- Helen Mouat (b. 1896), 1945 (sculpture bronze) (Yale University)
- Head of a Dancer, (sculpture), (the Barnett-Aden Gallery, Washington)
- Christina, (sculpture bronze) (Atlanta University, Atlanta, Georgia)
- Portrait Head : Jimmy Daniels, (sculpture) (Gibbes Museum of Art, Charleston, South Carolina)
- Portrait of Rose McClendon, (sculpture) (Fallingwater, Mill Run, Pennsylvania)
- Julius, bronze, (Pennsylvania Academy of Fine Arts)
- Portrait of Edgar J. Kaufmann, Jr., (sculpture) (Fallingwater, Mill Run, Pennsylvania)
- Bust of a Negro Boy, (sculpture) (Fallingwater, Mill Run, Pennsylvania)
- Toussaint L'Ouverture, 1952 (sculpture), Haïti